# حساسية شجرة الجوز

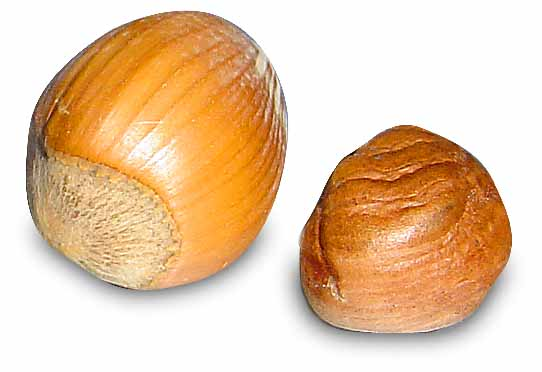
البندق نوع من الجوز

حساسية شجرة الجوز هي واحدة من أكثر أنواع أمراض الحساسية الغذائية شيوعاً لدى البالغين والأطفال، يمكن أن تتراوح ردود الفعل التحسسية تجاه الجوز وبعض المكسرات من أعراض خفيفة إلى مهددة للحياة.

## الأعراض
عادة ما يؤدي استهلاك المكسرات النيئة إلى تفاعل أكثر خطورة من المكسرات المحمصة أو زيوت الجوز الغذائية، حيث أن المعالجة يمكن أن تقلل من سلامة البروتينات المسببة للحساسية.
ردود الفعل التحسسية الأكثر شيوعاً:
- ردود فعل الجلد مثل الاحمرار والطفح الجلدي.
- الأعراض المتعلقة بالأنف والأذن والحنجرة.
- اضطرابات هضمية.
- آلام في البطن بما في ذلك تقلصات واضطراب في المعدة.
- الغثيان، القيء، إسهال.
- حكة في مناطق أخرى من الجسم.
- صحة الإنسان ضيق وصعوبة في التنفس.

الحساسية المفرطة:

صحة الإنسان

الحساسية المفرطة نادرة لكنها أشد أشكال الحساسية. في حالة الحساسية المفرطة سيبدأ الشخص المصاب بالحساسية عادةً في الشعور بالأعراض في غضون 5 إلى 30 دقيقة من التعرض لشجرة الجوز. تشمل أعراض الحساسية المفرطة ما يلي:
- انتفاخ الحلق.
- أزيز.
- فقدان الوعي.
- مشكلة في البلع.
- التقيؤ.
- طفح جلدي أحمر مع خلايا أو كدمات.

## العلاج
العلاج الأساسي للحساسية هو وقائي، ويفضل أن يشمل الحد من الإتصال مع المواد المستنشقة المسببة للحساسية، إذا كان معلومًا أن هناك حساسية لشجرة جوز، يفضل الإمتناع عن جولات الطبيعة في المناطق التي يوجد فيها هذا الشجر المانتشار ساسية.
التوعية سواء كان إنتشار الحساسية الغذائية آخذًا في الازدياد أم لا، فقد زاد الوعي بالحساسية الغذائية، مما يؤثر على نوعية حياة الأطفال وأولياء أمورهم ومقدمي الرعاية المباشرين لهم.
في الولايات المتحدة، اتبع قانون وضع العلامات على المواد المسببة للحساسية الغذائية وحماية المستهلك،  الذي يتسبب في تذكير الناس بمشاكل الحساسية في كل مرة يتعاملون فيها مع علب الطعام والغذاء، وقد أضافت المدارس والمطاعم تحذيرات من مسببات الحساسية إلى قوائم الطعام.

## التوقعات
تميل هذه الحساسية إلى أن تستمر مدى طويلة، أظهرت الدراسات أن حوالي 9٪ فقط من الأطفال يتخلصون من حساسية الجوز لديهم.

## الوقاية
تتضمن الوقاية اتباع نظام غذائي استبعادي وتجنب يقظ للأطعمة التي قد تكون ملوثة بجوز الأشجار أو جزيئات الجوز أو الزيوت المستخرجة من المكسرات.

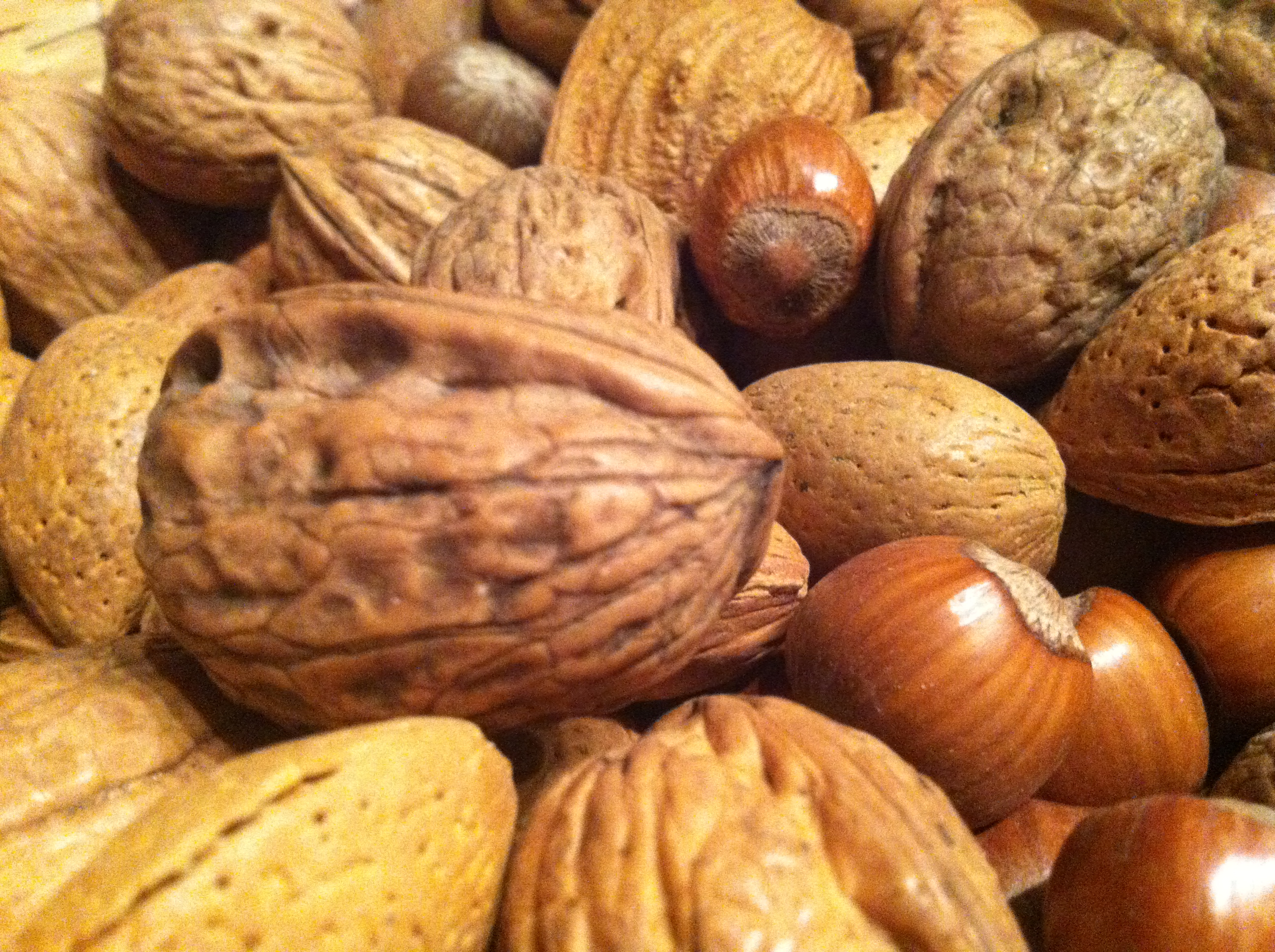
مكسرات مختلطة

أحيانًا في المستحضرات والصابون. تعتبر المطاعم الآسيوية والإفريقية ومحلات الآيس كريم والمخابز شديدة الخطورة بالنسبة للأشخاص الذين يعانون من حساسية الجوز بسبب الاستخدام الشائع لبعض المكسرات وإمكانية التلوث.